# Jefe de Ministros de Jammu y Cachemira
Jefe de Ministros de Jammu y Cachemira, cargo que ejerce la jefatura de gobierno del estado himalayo indio de Jammu y Cachemira, en litigio desde 1947 con Pakistán. Posee cierta autonomía diferente al resto de los estados indios. 
El jefe de ministros fue creado en 1965, cuando el Maharajá Karan Singh, terminó con su derecho monárquico y pasó a ser Gobernador General de Jammu y Cachemira, de manera civil, terminando con los primeros ministros quienes pasan a llamarse "jefes de ministros", cumpliendo funciones de asesor del Gobernador General, presidente del consejo ministerial y ministro de relaciones exteriores del estado cachemiro.

## Jefe de Ministros de Jammu y Cachemira
| Nº | Jefe de Ministros       | Inicio | Termino  |
| 1  | Ghulam Mohammed Sadiq   | 1965   | 1971     |
| 2  | Syed Mir Qasim          | 1971   | 1975     |
| 3  | Sheik Mohammed Abdullah | 1975   | 1982     |
| 4  | Farooq Abdullah         | 1982   | 1984     |
| 5  | Ghulam Mohammed Shah    | 1984   | 1986     |
| 6  | Farooq Abdullah         | 1986   | 2002     |
| 7  | Mufti Mohammad Sayeed   | 2002   | 2005     |
| 8  | Ghulam Nabi Azad        | 2005   | 2009     |
| 9  | Omar Abdullah           | 2009   | 2015     |
| 10 | Mufti Mohammad Sayeed   | 2015   | 2016     |
| 11 | Mehbooba Mufti          | 2016   | Presente |

- Datos: Q5928952